# Rauchgasvergiftung
Die Rauchgasvergiftung, auch Rauchgasintoxikation kurz Rauchgasintox, ist eine Vergiftung durch Inhalation der im Brandrauch enthaltenen gesundheitsschädigenden Gase. Schlecht ziehende Öfen, defekte Boiler sowie Auspuffabgase in einer Garage oder anderen geschlossenen Räumen können ebenfalls zu einer Rauchgasvergiftung führen.

## Ursachen
Bei Gebäudebränden ist die Todesursache mehrheitlich nicht die unmittelbare Flammeneinwirkung, sondern eine Rauchgasvergiftung durch die dabei entstehenden Gase.
Woraus sich Rauchgas zusammensetzt, hängt vor allem von den brennenden Stoffen und der Hitze, bei denen sie verbrennen, ab. Alle Bestandteile von Rauchgas können der Gesundheit des Menschen massiv schaden. Meist setzt es sich jedoch aus drei großen Gruppen zusammen:
- Reizgase, wie z. B. Chlorwasserstoff oder Schwefeldioxid, wirken ätzend auf Schleimhäute, Augen, Atemwege etc. Des Weiteren werden noch die Untergruppen Sofort- und Latenz-Reizgase unterschieden. Sofortreizgase sind hydrophil, Reizgase vom Latenztyp lipophil.
- Giftgase sind vor allem Kohlenstoffdioxid (CO2), das die Abgabe von Kohlenstoffdioxid aus dem Körper verhindert, sowie Kohlenstoffmonoxid (CO) und Cyanid (Blausäure, HCN), die die Sauerstoffutilisation oder -bindung verhindern.
- Rußpartikel können thermische Schäden bewirken, mechanische Verlegungen erzeugen und als Transportvehikel für Bestandteile aus dem Spektrum der Reizgase dienen, diese dann nur verzögert abgeben, was lang anhaltende Irritationen verursachen kann.

In welchem Verhältnis die Gase entstehen, ist kaum vorhersehbar.
Besonders gefährlich sind Kohlenstoffdioxid, Kohlenstoffmonoxid und Blausäure. Im Körper durch den Stoffwechsel entstehendes Kohlenstoffdioxid wird normalerweise über die große Oberfläche der Lungenbläschen an die Umgebungsluft abgegeben. Wenn die eingeatmete Luft Kohlendioxid in erhöhter Konzentration enthält, dann ist dieser Abtransport weniger effektiv, oder läuft sogar in entgegengesetzter Richtung ab. Dann nimmt der Körper über die Lunge Kohlendioxid auf. Auf diese Weise führt eine Konzentration des Gases von über 10 % innerhalb weniger als einer Minute zum Tod. Bei CO ist zu beachten, dass es, aufgrund seiner hohen Diffusionsfähigkeit, in Mehrfamilienhäusern oftmals auch in benachbarte Wohnungen (oder Keller, siehe dort) eindringt und die dortigen Bewohner gefährdet, ohne dass in diesen sonst etwas auf den Brand in der benachbarten Wohnung schließen lässt. Kohlenstoffmonoxid bindet mit 250- bis 300-facher Affinität an Hämoglobin und bewirkt so, dass das sogenannte Carboxyhämoglobin (COHb) nicht mehr für den Sauerstofftransport zur Verfügung steht. Siehe auch Kohlenstoffmonoxidvergiftung. Kohlenstoffmonoxid wird nur langsam vom Körper aufgenommen. Cyanid hingegen wird sehr rasch über den Respirationstrakt resorbiert, verteilt sich schnell im Körper und kann in hohen Umgebungskonzentrationen binnen Minuten zum Tod führen. Es blockiert einen Teil der Atmungskette in den Zellen des Körpers und verhindert so die Gewinnung von Adenosintriphosphat (ATP) als Energieträger aus dem Citratzyklus. Die toxischen Wirkungen von Cyanid und Kohlenstoffmonoxid ergänzen sich additiv. Subletale Dosen von Einzelgiften können zusammen zu einer letalen Gesamtdosis führen.
Zwei Drittel aller tödlichen Rauchgasunfälle geschehen nachts.

## Anzeichen
Anzeichen für eine Rauchgasvergiftung sind:
- Kopfschmerzen, Schwindel
- Erbrechen
- Mattigkeit
- blaue Haut und Schleimhäute (Vorsicht: bei Kohlenstoffmonoxidvergiftung oft hellrote Hautfarbe!)
- Bewusstlosigkeit, Krämpfe
- Kreislauf- und Atemlähmung

## Behandlung
Schwere Rauchgasintoxikationen entstehen insbesondere in geschlossenen Räumen. Ist bei leichten Verqualmungen nicht unverzüglich ein vollständiger Luftaustausch durch Öffnen von Fenstern und Türen möglich, oder liegt eine schwere Verqualmung vor, darf die Unglücksstelle nur von ausgebildeten Personen unter Atemschutz (z. B. Einsatzkräfte der Feuerwehr) betreten werden.
Bei bewusstlosen Personen ohne Lebenszeichen ist mit den Basismaßnahmen der Reanimation zu beginnen. Hier ist bei dem Geruch von Bittermandeln jedoch auf eine Mund-zu-Mund- oder Mund-zu-Nase-Beatmung zu verzichten, da sich der Helfer in lebensbedrohliche Gefahr einer übertragenen Cyanidvergiftung bringen kann.
Besonders bei Patienten, die an der frischen Luft weiterhin Beschwerden haben, ist die Applikation von Sauerstoff indiziert. Bei bewusstlosen Patienten sollte vom Notarzt neben den Basismaßnahmen Hydroxycobalamin als Cyanidantidot gegeben werden. Eine endotracheale Intubation und eine anschließende, kontrollierte Beatmung mit 100 Prozent Sauerstoff (FiO2 1,0) ist anzustreben. Krampfanfälle können mit Benzodiazepinen wie Midazolam therapiert werden. Bewusstlose Patienten, die nicht asystol aufgefunden werden, scheinen von einer hyperbaren Oxygenierung (HBO; auch hyperbare Sauerstofftherapie) in einer Druckkammer innerhalb von sechs Stunden zu profitieren.
Bei einer starken Rauchvergiftung wird Hydroxycobalamin eingesetzt. In diesem Fall sind andere Cyanidantidote ungeeignet: 4-DMAP darf nicht gegeben werden, weil die ohnehin schon geringe Restaktivität des Hämoglobins durch eine erhöhte Methämoglobinbildung zusätzlich verringert werden würde. Natriumthiosulfat, das als Schwefeldonator den natürlichen Cyanidabbau unterstützt, würde zu langsam wirken.
Die frühzeitige Gabe von cortisonhaltigen Dosieraerosolen mit entzündungshemmender, antiödematöser und alveolarmembranstabilisierender Wirkung zur Verhinderung eines toxischen Lungenödems wird aufgrund fehlender Datenlage nicht mehr empfohlen. Zur Therapie einer Bronchospastik werden β2-Sympathomimetika eingesetzt.